# Byggteknik
Byggteknik eller byggnadsteknik handlar i stort om att skapa byggnader och infrastruktur. Denna teknik består av olika verktyg och tekniker som används för att skapa byggnader, bostäder eller bostadsområden.  Inom byggnadstekniken ryms många olika delområden, som byggnadskonstruktion, geoteknik, byggnadsekonomi, byggnadsutformning, arkitektur och visualisering.